# Sofía Maccari
Pour les articles homonymes, voir Maccari.
Sofía Maccari née le 3 juillet 1984 à Buenos Aires, est une joueuse argentine de hockey sur gazon. Aux Jeux olympiques d'été de 2012, elle a concouru pour l'équipe nationale féminine de hockey sur gazon d'Argentine dans l'épreuve féminine et a remporté la médaille d'argent. Sofía a également remporté le Champions Trophy en 2012 et la médaille d'argent aux Jeux panaméricains de 2011.

## Carrière
Maccari a été appelée pour rejoindre l'équipe nationale par Carlos Retegui en 2010. Depuis lors, elle a joué tous les tournois majeurs jusqu'à son licenciement en 2013 par Emanuel Roggero en raison de problèmes d'équipe. En octobre 2020, avec Retegui de retour en tant qu'entraîneur-chef, Maccari a été rappelé dans l'équipe nationale après 7 ans d'absence.